# Peter Norman
Peter George Norman (ur. 15 czerwca 1942 w Melbourne, zm. 3 października 2006 w Williamstown w Melbourne) – australijski lekkoatleta, sprinter, medalista olimpijski.

## Życiorys
Urodził się 15 czerwca 1942 w Thornbury, dzielnicy Melbourne w bardzo religijnej rodzinie.  Od dziecka interesował się sportem, w czasie Igrzysk w Melbourne w 1956 wagarował ze szkoły aby sprzedawać jedzenie dla widzów na stadionie olimpijskim i oglądać Igrzyska.  Po ukończeniu szkoły został nauczycielem wychowania fizycznego, ukończył także praktykę zawodową jako rzeźnik.
Od ukończenia szkoły cały czas trenował jako sprinter pomimo zdiagnozowanej u niego astmy.  Wielokrotnie reprezentował Australię na arenie międzynarodowej; między innymi na Igrzyskach Krajów Wspólnoty Brytyjskiej w 1962 w Perth i w 1966 na Igrzyskach Wspólnoty Brytyjskiej na Jamajce.
Na Letnich Igrzyskach Olimpijskich w Meksyku w 1968 zdobył srebrny medal w biegu na 200 metrów w czasie 20,06 sekund, co do dzisiaj (luty 2024) jest rekordem Australii w tej konkurencji.
Norman rozdzielił na podium dwóch czarnoskórych Amerykanów Tommiego Smitha i Johna Carlosa. Przed wręczeniem medali, Smith i Carlos postanowili zamanifestować poparcie dla ruchu Czarnej Siły, walczącego z dyskryminacją Afroamerykanów w Stanach Zjednoczonych. Postanowili odebrać medale boso, co miało symbolizować biedę na którą cierpiało wiele czarnoskórych osób i podnieść w górę ręce w czarnych rękawicach – symbol ruchu Black Panthers oraz mieć wpięty znaczek ruchu Olympic Project for Human Rights. Dowiedziawszy się o planowanym proteście, Norman postanowił się do niego przyłączyć i otrzymał znaczek Olympic Project for Human Rights od amerykańskiego wioślarza Paula Hoffmana. Tuż przed protestem amerykańscy biegacze zorientowali się, że mają tylko jedną parę czarnych rękawiczek, Norman zasugerował aby założyli po jednej rękawiczce. Po prezentacji medalowej Smith i Carlos, w atmosferze skandali zostali usunięci z Igrzysk. Norman otrzymał karę w postaci ustnej reprymendy, udzielonej przez szefa australijskiej reprezentacji Juliusa Patchinga, który jednak skrycie popierał gest Normana.
Po Igrzyskach Norman nie zdołał się już nigdy zakwalifikować do reprezentacji Australii. Kontynuował uprawianie lekkiej atletyki (był m.in. mistrzem i drugim wicemistrzem Australii), grał także w futbol australijski.
Był dwukrotnie żonaty, miał pięcioro dzieci i czworo wnuków.
Zmarł niespodziewanie na atak serca 3 października 2006. W czasie pogrzebu jego trumna była niesiona między innymi przez Smitha i Carlosa, którzy podkreślili jego odwagę i rolę jako jednego ze sportowych pionierów praw człowieka i równouprawnienia.
W 2012 w parlamencie australijskim uchwalono ustawę w której „poniewczasie rozpoznaje rolę jaką Peter Norman odegrał w procesie równouprawnienia ras”, „Peter Norman zostaje przeproszony za wszystko co doznał po powrocie do Australii i za zaniechanie wcześniejszego uhonorowania go za jego inspirujący czyn” oraz „za niewysłanie go na Olimpiadę w 1972 pomimo tego, że się na nią zakwalifikował”. Według Australijskiego Komitetu Olimpijskiego, ustawa parlamentarna była w kilku punktach wadliwa, jako że Norman nie został w żaden sposób ukarany za jego postawę w czasie tego incydentu, oraz wbrew temu co napisano w ustawie, w rzeczywistości nie spełnił wymagań kwalifikacyjnych.